# Hydnellum ferrugineum
Hydnellum ferrugineum, comúnmente llamado hidno herrumbroso, es una especie de seta de dientes de la familia Bankeraceae. Se trata de un hongo ampliamente distribuido en el norte de África, Asia, Europa y América del Norte. Las setas se encuentran en el suelo por separado o en grupos en los bosques de coníferas, por lo general en suelo pobre (bajo de nutrientes) o arenoso. Los basidiocarpos tienen forma de peonza y miden de 3 a 10 cm de diámetro. Sus superficies aterciopeladas, inicialmente blanco al rosa, exudan ocasionalmente gotas de líquido rojizo. La superficie inferior del basidiocarpo cuenta con espinas blancas de color marrón rojizo hasta 6 mm de largo. Los basidiocarpos maduras se vuelven de color marrón rojizo oscuro, y son entonces difíciles de distinguir de otras especies similares de Hydnellum. H. ferrugineum forma una estera de micelio en el humus y suelo superior donde crece. La presencia del hongo cambia las características del suelo, por lo que es más podsoloide.

## Descripción

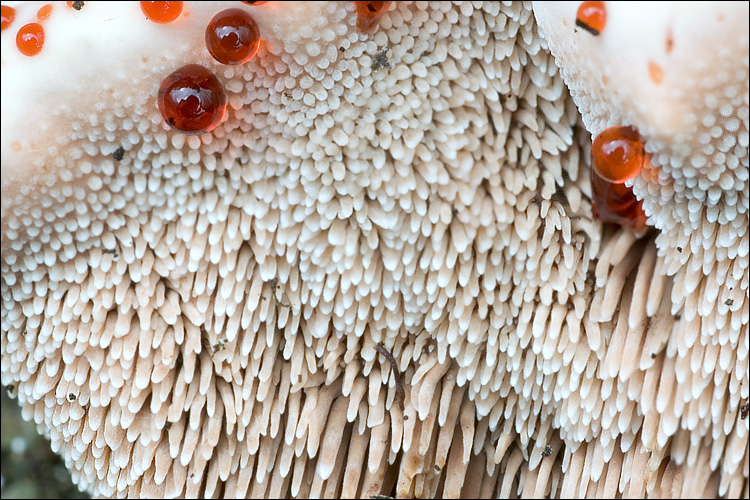
Primer plano del himenio mostrando sus espinas.

Los basidiocarpos de Hydnellum ferrugineum tienen forma más o menos similar a una peonza con píleos de 3 a 10 cm de diámetro. Tienen un principio convexo, continúan pulvinados (en forma de cojín), después se aplanan o quedan ligeramente deprimidos en el centro. La superficie del píleo de los basidiocarpos jóvenes es desigual, con una textura aterciopelada a fieltro, y un color blanquecino a rosado. En ocasiones exuda gotas de líquido de color rojo sangre en las depresiones. La superficie más tarde se vuelve color carne marrón rojizo oscuro, pero con un margen ondulado restante blanquecino. La superficie inferior del basidiocarpo lleva el himenio, el tejido fértil que soporta las esporas. Comprende una disposición densa de color blanco a marrón rojizo con espinas de hasta 6 mm de largo, que cuelgan verticalmente hacia abajo. El estípite mide 1 a 6 cm de largo por 1 a 3 cm de espesor, y es del mismo color del píleo. Los basidiocarpos tienen un olor «claramente harinoso» (similar al olor de la harina recién molida), pero no son comestibles.

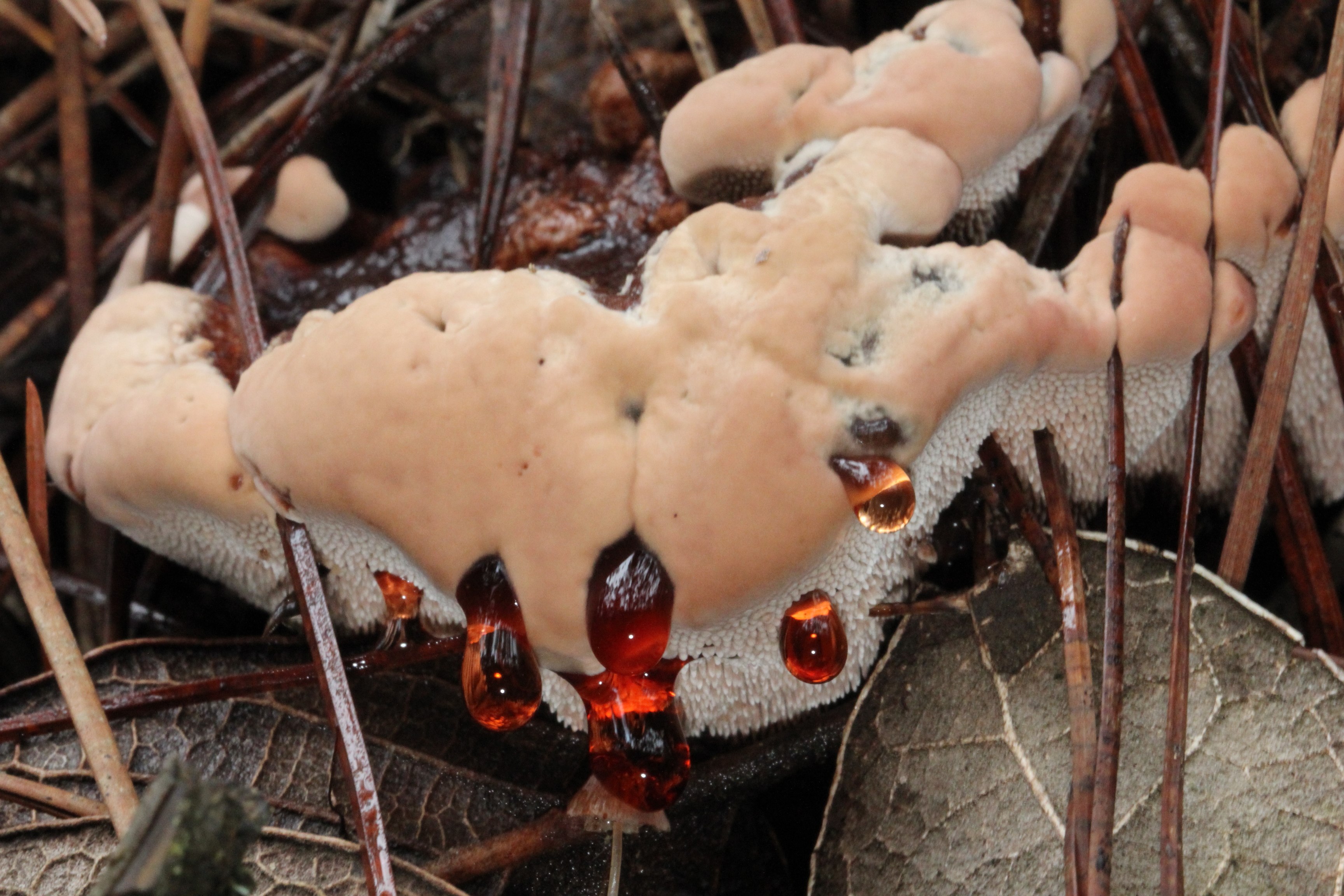
Los basidiocarpos pueden envolver obstáculos a medida que crecen.

La carne es rojiza o marrón violáceo con manchas blancas. Inicialmente esponjosa y suave, se hace dura y corchoza cuando el basidiocarpo madura. En el estípite, la carne puede llegar a ser negruzca con el tiempo. Al igual que otras especies de Hydnellum, el tejido corporal del basidiocarpo está hecho de hifas generativas que no se expanden. Esto ralentiza el crecimiento del basidiocarpo, lo que frecuentemente le permite persistir durante varios meses. La seta emplea un patrón de crecimiento indeterminado, en el que la formación de basidiocarpos comienza a partir de una columna vertical de hifas que con el tiempo se expande a la parte superior para formar el píleo. Los objetos sólidos encontrados durante el crecimiento, como hierbas o ramas, pueden envueltos por el basidiocarpo en expansión. Del mismo modo, los píleos muy próximos pueden fusionarse durante el crecimiento.
Las esporas con forma elipsoidal a más o menos esféricas tienen 5.5 a 7.5 por 4.05 a 5.05 μm. Sus superficies están cubiertas con pequeñas protuberancias redondeadas. Los basidios (células portadores de esporas) son estrechamente centrados, con cuatro esporas y miden 25-30 por 6-7.5 μm. Las hifas en la carne son de color marrón, con paredes delgadas, y miden 6.4 μm; mientras que en las espinas tienen paredes delgadas, septadas y, ocasionalmente, ramificadas, midiendo entre 3.5 a 4.5 μm cada una. Las hifas no tienen conexiones de abrazadera.

## Taxonomía
La especie fue descrita científicamente por Elias Magnus Fries, quien la nombró Hydnum ferrugineum en 1815. Su historia taxonómica incluye transferencias a los géneros Calodon por Petter Adolf Karsten en 1881, y Phaeodon por Joseph Schröter en 1888. Fue asignado a su actual nombre binomial por Karsten cuando se trasladó a su actual género, Hydnellum, en 1879.
En 1964, el micólogo canadiense Kenneth A. Harrison describió un hongo hidnoide en un Pinus resinosa en Míchigan y un Pinus banksiana en Nueva Escocia. El hongo, que Harrison nombró Hydnellum pineticola, es considerado como sinónimo de Hydnellum ferrugineum por la base de datos de nomenclatura Index Fungorum. Harrison señaló que «los intentos para reconocer especies europeas en colecciones norteamericanas solo ha aumentado la confusión en este país, y hasta que alguien trabaje críticamente en el campo en ambos continentes intentar establecer una agrupación reconocible de nuestra propia población es como que adivinar que pueden ser los mismos que los que crecen en Europa». Otros taxones considerados sinónimos de H. ferrugineum son Hydnum hybridum de Pierre Bulliard en 1791 (incluyendo sinónimos posteriores Calodon hybridus (Bull.) Lindau, y Hydnellum hybridum (Bull.) Banker); Hydnum carbunculus de Louis Secretan (1833); y Hydnellum sanguinarium de Howard James Banker (1906). Banker explicó la dificultad de identificar viejos especímenes de Hydnellum: «Un número considerable de colecciones han tenido que dejarse de lado, como petrificados, sin notas sobre frescos personajes, porque era imposible decidir con cierto grado de satisfacción si las plantas representadas H. sanguinarium, H. concrescens, H. scrobiculatum u otra no debían describirse».
Los nombres comunes dados a las especies incluyen el «hongo columna corchosa marrón rojiza», y el nombre sancionado por la Sociedad Micológica Británica «hongo harinoso». El epíteto específico latino ferrugineum significa «de color herrumbre».

### Especies similares
Hydnellum peckii es similar en apariencia, pero tiene un sabor acre, y las fíbulas en su hifas. Hydnellum spongiosipes es fácilmente confundida con H. ferrugineum, e históricamente varios autores han considerado que las dos especies son la misma; sin embargo, estudios moleculares indican que los dos hongos están estrechamente relacionados, pero son distintos. En contraste con H. ferrugineum, H. spongiosipes tiene un píleo oscuro cuando es joven, carne oscura, y nace en los bosques de hoja descompuesta. Los antiguos basidiocarpos de H. ferrugineum pueden confundirse con los de Hydnellum concrescens.

## Hábitat y distribución

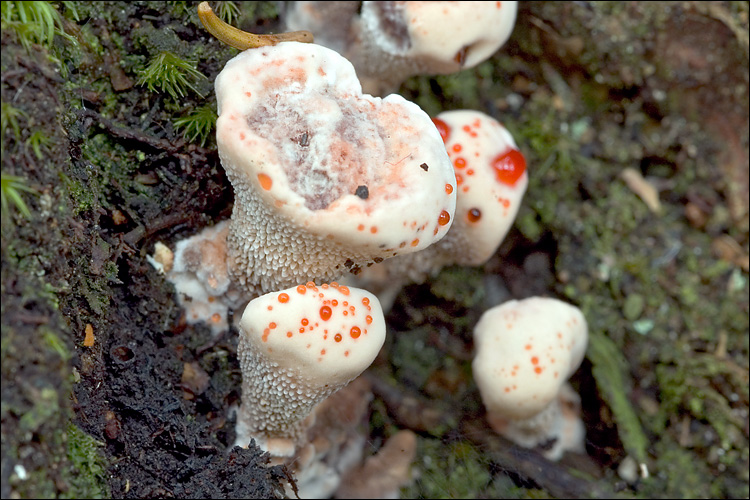
Cuerpos fructificantes jóvenes.

Hydnellum ferrugineum se encuentra principalmente en bosques de coníferas, cerca de pinos, pero a veces en píceas. Los basidiocarpos tienen una preferencia por el suelo arenoso con bajos niveles de materia orgánica y nutrientes, y crecen individualmente o en grupos. Es más probable que se encuentre en bosques nativos. El hongo aparece en América del Norte, incluyendo México. Está muy extendido, pero en general es poco común en toda Europa, aunque puede haber áreas locales donde es común. En Gran Bretaña, H. ferrugineum está clasificado provisionalmente como en peligro de extinción, y está protegido por la Ley de la Vida Silvestre y de Campo de 1981; se incluyó en una de las catorce especies consideradas en el Plan de Acción para la Biodiversidad del Reino Unido para las setas de dientes estipitados (es decir, hongos de dientes con píleo y estípite) en 2004. El hongo está protegido en Montenegro. Se ha recolectado en la India y el norte de África.
El hongo forma una alfombra resistente de micelio en el humus y suelo superior de bosques de pinos. Este tapete de micelio crece más grande con árboles centenarios, y puede cubrir un área de varios metros cuadrados. Estas áreas generalmente carecen de arbustos enanos y promover el crecimiento vigoroso de musgos; líquenes de renos ocasionalmente aparecen en el centro de grandes tapetes. La presencia del hongo cambia la naturaleza del suelo y resulta en una capa de humus más delgada, disminuye la penetración de agua subterránea, decrece del pH del suelo, y aumenta el grado de respiración de las raíces así como la cantidad de raíces. El hongo también disminuye las concentraciones de carbono y nitrógeno orgánicos. El suelo con micelio se vuelve más podsoloide que el suelo circundante. Al igual que en otras especies Hydnellum, el hidno herrumbroso es sensible al aumento de la deposición de nitrógeno resultante de la tala, una práctica forestal usada en algunas zonas de Europa. El hongo forma un tipo inusual de micorriza con pinos silvestres (Pinus sylvestris) en la que el ectomicorriza parece normal en el borde delantero del tapete de micelio, pero deja tras de sí raíces muertas y atrofiadas en el borde posterior, mostrando tendencias saprófitas.

## Compuestos bioactivos
Los basidiocarpos contienen pigmentos hidnuferruginos (color violeta oscuro) e hidnuferrugininos (amarillo), así como pequeñas cantidades de la atromentina, un compuesto polifenol. La hidnuferrigina tiene una estructura química que se asemeja a la del ácido telefórico, un pigmento que se encuentra en otras especies de Hydnellum e Hydnum, y pudo originarse a partir de un compuesto precursor común.